# Amphipholis procidens
Amphipholis procidens är en ormstjärneart som beskrevs av Jean Baptiste François René Koehler 1930. Amphipholis procidens ingår i släktet Amphipholis och familjen trådormstjärnor. Inga underarter finns listade i Catalogue of Life.